# 박경환 (축구 선수)
박경환(한국 한자: 朴景晥, 1976년 12월 29일 ~ )은 대한민국의 전 축구 선수이다.
현재 여수시 여도중학교 체육교사로 근무중이다.

## 클럽 경력
전북 현대 모터스, 대구 FC 독일 프랑크푸르트 등에서 활약하였다.